# FNS27時間テレビ (2017年)
『FNS27時間テレビ にほんのれきし』（エフエヌエスにじゅうななじかんテレビ にほんのれきし）は、フジテレビ系列で2017年9月9日（土）18:30 - 9月10日（日）21:24（JST）まで放送された31回目となる『FNS27時間テレビ』。

## 概要
2017年6月1日、本番組が9月の土曜夕方から日曜夜までの放送であることや総合司会及びテーマが正式に発表された。
例年は7月下旬（夏） に放送されており、9月（秋）に放送されるのは31回目にして番組史上初となった。
前年まではお笑い（バラエティ）色が濃かったが、本年以降は放送内容が大幅にリニューアルされることとなった。2020年の東京オリンピック・東京パラリンピックに向けて、テーマに「にほんのれきし」を掲げ、日本の歴史を、旧石器時代から現代まで各時代ごとにバラエティやドキュメント、時代劇ドラマを織り交ぜながら、コンセプトである「学び、笑い、楽しむ」に則って多角的な視点で紹介。バラエティ・情報・ドラマ・スポーツ・アニメといったフジテレビの全ジャンルに渡り、作り上げる長編バラエティとなった。
これまでの生放送中心の放送と大きく異なり、番組の大部分を事前に収録する形に変更となった。バラエティパートの収録は8月3日の記者会見までに3日間に分けて行われた。こういった大規模リニューアルもあり、『さんま・中居の今夜も眠れない』などの一部の恒例であったコーナーの放送が行われなかった。このため、一部生放送パート（FNNニュース・スポーツニュース・『めざましテレビ』・競馬中継など）でリアルタイム字幕放送を行うか字幕自体を行わないコーナーもあるが、大半の録画パートでは通常の字幕放送が実施された。『めざましテレビ』も番組冒頭と終盤（天気予報・ニュース）を除く大部分が事前収録となり、例年とは異なる様相となった。
この年の総合司会は、『FNSの日 十周年記念1億2500万人の超夢リンピック』（1996年）での大会委員長以来21年ぶり6回目のビートたけし、たけしのアシスト役で日本の歴史の旅のキャプテンは村上信五（関ジャニ∞）が務めた。因みにたけしは放送当日、ヴェネツィア国際映画祭参加のため日本に不在だった。そのため裏番組にあたる『新・情報7days ニュースキャスター』（TBS）も欠席している。
この回から製作総指揮は宮内正喜社長に交代した（前回までの製作総指揮だった亀山千広前社長はBSフジ社長に転任）。また長く製作総指揮・制作代表を務めた日枝久と豊田皓が勇退したため、フジテレビ社長経験者が務めていた制作代表ポストは空白となった。

## 出演者
総合司会
- - ビートたけし（ツービート）

キャプテン
- - 村上信五（関ジャニ∞）

れきしサポーター
- - 林修（東進ハイスクール講師・タレント）[7] - 「れきし自慢大賞」、「ニッポン道 室町ックJAPAN!」、「あの人の歩き方」において進行やコーナー内で紹介された知識の補足として登場。

にほんのれきし博物館・館長
- - バカリズム（お笑いタレント・脚本家）[8] - 「にほんのれきし博物館・館長」としてコーナー間に出演したほか、ネタパレにゲストとして登場。

にほんのれきし博物館・タビビト
- - 波瑠（女優）[9] - タビビトとしてたけし・村上とともに「にほんのれきし博物館」のみ出演。

## 企画・コーナー
メーン通し企画「にほんのれきし博物館」
今年の番組全体のメインとして、各時代の各コーナー前に通し企画として行われた。
フジテレビ大階段上に設けられた「にほんのれきし博物館」をたけし、村上、波瑠が巡りつつ、各時代ごとのブースで館長・バカリズムが「歴史の変なところ」などをフリップで説明する。また、解説は歴史学者の大石学が天の声「解説まなぶくん」として行う。
FNS27局企画「れきし自慢!大賞」
今年のFNS27局企画。土曜夜と日曜昼の二部構成に分けて放送。各局のアナウンサーと各地の出身芸能人が歴史に関する様々なご当地自慢を発表し、たけしがブロックごとに大賞を決定する。たけしも「フジテレビ代表」として出身である足立区に関する歴史を披露した。今回はブロック毎に分けて行われた為に優勝局が関西テレビ・テレビ愛媛・岩手めんこいテレビ・高知さんさんテレビ・福井テレビの順で5局出た。
- - MC:ビートたけし、村上信五、山﨑夕貴（フジテレビアナウンサー）
  - れきしサポーター:林修
  - 出演: タカアンドトシ、サンドウィッチマン、渡辺いっけい、中尾明慶、モーリー・ロバートソン、前園真聖、大久保佳代子（オアシズ）、各都道府県を愛する有名人、歴史や地元に詳しい一般人、FNS26局アナウンサー[注 3][注 4]他

アニメ企画
全て約3分ほどのショートアニメ。各作品のキャラクターが各時代の日本に登場して説明したり、その時代の人物になり代わって歴史上の出来事を再現している。各時代が切り替わるタイミングで番組の随所で放送された。『ちびまる子ちゃん』以外のアニメ3作品は『FNSの日』初登場。
『ドラゴンボール超』（旧石器・縄文・弥生・古墳、安土桃山）
孫悟飯（声 - 野沢雅子）が書籍で日本の歴史について調べながら、孫悟空（声 - 野沢雅子）とウイス（声 - 森田成一）がそれぞれの時代をみていくという内容。悟空、悟飯、ウイス以外のキャラクターは、各時代の人物として台詞無しで登場する。
スタッフ
- - ディレクター - 難波涼
  - プロデューサー - 高見暁
  - 作画監督 - 井手武生
  - 音楽 - 住友紀人
  - 効果 - 西村睦弘
  - 製作担当 - 末竹憲
  - 製作進行 - 犬塚翔

| キャラクター     | 各時代の人物   | 備考   |
| ---------------- | -------------- | ------ |
| ヤジロベー       | 縄文時代の人間 | [注 5] |
| 孫悟天           | 弥生時代の人間 |        |
| トランクス       | 弥生時代の人間 |        |
| ブルマ           | 卑弥呼         |        |
| ベジータ         | 織田信長       |        |
| フリーザ         | 明智光秀       |        |
| 亀仙人           | 豊臣秀吉       |        |
| ウミガメ         |                |        |
| ミスター・サタン | 石田三成       |        |
| カリン           | 徳川家康       |        |
『ちびまる子ちゃん』（平安、室町）
ショートアニメという形ではあるが、『FNSの日』に本作が組まれるのは2007年放送の『FNS27時間テレビ みんな"なまか"だっ! ウッキー! ハッピー! 西遊記!』以来10年ぶりとなった。ビジュアルには野口笑子（野口さん）も登場しているが、時代解説アニメは登場しなかった。
スタッフ
- - ディレクター - 知吹愛弓、野田泰宏
  - プロデューサー - 田中伸明
  - 脚本 - 熊谷那美
  - 作画監督 - 五味裕子
  - 音楽 - 中村暢之
  - 音響監督 - 本田保則
  - 効果 - 松田昭彦
  - 製作進行 - 新谷有里恵
  - 監修 - 多田弘子（さくらプロダクション）

| キャラクター                           | 声の出演             | 備考                 |
| 両方の時代解説に登場                   | 両方の時代解説に登場 | 両方の時代解説に登場 |
| -------------------------------------- | -------------------- | -------------------- |
| さくらももこ （まる子）                | TARAKO               | [注 6]               |
| 穂波たまえ                             | 渡辺菜生子           |                      |
| みぎわ花子                             | ならはしみき         | [注 7]               |
| ナレーション                           | キートン山田         | [注 8]               |
| 片方の時代解説に登場した人物とその時代 |                      |                      |
| 戸川先生                               | 掛川裕彦             | 平安                 |
| 花輪和彦                               | 菊池正美             | 平安                 |
| 丸尾末男                               | 飛田展男             | 室町                 |
『ONE PIECE』（飛鳥・奈良、戦国、明治・大正）
スタッフ
- - ディレクター - 鈴木裕介
  - プロデューサー - 小山弘起
  - 作画監督 - 井上栄作
  - 音楽 - 田中公平、浜口史郎
  - 効果 - 新井秀徳
  - 製作担当 - 吉田智哉
  - 製作進行 - 星郁也
    - 出演：モンキー・D・ルフィ（声 - 田中真弓）、ナミ（声 - 岡村明美）、ロロノア・ゾロ（声 - 中井和哉）、ウソップ（声 - 山口勝平）、サンジ（声 - 平田広明）、トニートニー・チョッパー（声 - 大谷育江）、ニコ・ロビン（声 - 山口由里子）、フランキー（声 - 矢尾一樹）、ブルック（声 - チョー）、ナレーション（声 - 大場真人）、エドワード・ニューゲート（白ひげ）、カイドウ、マーシャル・D・ティーチ（黒ひげ）、シャーロット・リンリン（ビッグ・マム）

『こちら葛飾区亀有公園前派出所』（鎌倉、江戸、昭和・平成）
- -     - 2016年9月18日放送の『こちら葛飾区亀有公園前派出所 THE FINAL 両津勘吉 最後の日』以来約1年ぶりの放送。同作をもってアニメシリーズは完結しているため、2022年現在『こち亀』のアニメ作品は本番組が最後となっている。

スタッフ
- - 監督・絵コンテ・演出 - しぎのあきら
  - 作画監督 - 時永宜幸
  - 美術監督 - 柴田聡
  - 音楽 - 米光亮、佐橋俊彦
  - 音響演出 - 藤山房伸、高桑一
  - 効果 - 武藤晶子
  - プロデューサー - 黒瀬香保理
  - アニメーションプロデューサー - 田中日出男
    - 出演：両津勘吉（声 - ラサール石井）、秋本・カトリーヌ・麗子（声 - 森尾由美）、中川圭一（声 - 宮本充）、大原大次郎（声 - 佐山陽規）、おじいちゃん（声 - 下崎紘史）、源義時（声 - 赤澤涼太）、御家人たち（声 - 安部亮馬、桜井春名、稲瀬葵）、石頭鉄岩、左近寺竜之介、ボルボ西郷、本田速人、ドルフィン刑事、海パン刑事、屯田五目須、寺井洋一、小野小町、清正奈緒子、丸出ダメ太郎、度怒り炎の介、擬宝珠夏春都、擬宝珠檸檬、戸塚金次、犬、麻里晩、月光刑事、白鳥麗次、恵比須海老茶

競馬中継
第31回産経賞セントウルステークス（阪神競馬場）および第62回京成杯オータムハンデキャップ（中山競馬場）を中継放送。
- - MC:佐野瑞樹・小澤陽子（フジテレビアナウンサー、『みんなのKEIBA』MC[注 9]）
  - レース実況:吉原功兼（関西テレビアナウンサー/産経賞セントウルステークス）・青嶋達也（フジテレビアナウンサー/京成杯オータムハンデキャップ）
  - レース解説:細江純子（京成杯オータムハンデキャップ）。通常時のレース解説者のトラックマン、松本ヒロシ（競馬エイト、関東）、板津雄志（サンケイスポーツ）、高橋賢司（競馬エイト、関西）はこの日は欠席。

グランドオープニング
地球46億年の歴史を1日24時間に置き換えるとして、上記のアニメ4作品のそれぞれのメインキャラクターである悟空・まる子・ルフィ・両さんの4人がそれぞれの変化した時代に登場して再現した。その後、この4人で番組のタイトルコールをした後、たけしと村上が登場した。
- - 出演:ビートたけし、村上信五

旧石器・縄文・弥生・古墳
- 日本人ルーツ顔探しの旅 世界で発見! 縄文顔×弥生顔

日本人の顔とされる「縄文顔」と「弥生顔」のルーツを探すべく、インドネシアとロシアで調査を行った。
- - MC:ビートたけし、村上信五
  - 出演:加藤諒、横澤夏子、アンガールズ
  - 解説:馬場悠男

飛鳥・奈良
- ホンマでっか!?TV 『飛鳥・奈良時代だってスゴイんだぞ祭り』

『ホンマでっか!?TV』の古代史バージョン。他の時代と比べ、知名度や人気が低い飛鳥・奈良時代を盛り上げるべく、奈良県出身のさんまを中心に、専門家軍団による飛鳥・奈良時代についての雑学紹介、奈良県出身芸能人による「ホンマでっか人生相談」、『東大方程式』出演の東大生とともに歴史に関する「得するホンマでっか!?」を行った。
- - MC:明石家さんま
  - 進行:加藤綾子
  - 出演:ブラックマヨネーズ、磯野貴理子、島崎和歌子、マツコ・デラックス、ヒロミ、中尾明慶、青山テルマ、加藤雅也、三浦大輔、三戸なつめ、八嶋智人、ゆりやんレトリィバァ、ライセンス、鈴木福、鈴木梨央、谷花音、評論家軍団、『さんまの東大方程式』出演の東大生（新井謙士朗、大津高志、野口志朗）

平安
- 平安ドラマ『源氏さん!物語』

紫式部の「源氏物語」を大胆にアレンジしたスペシャルドラマ。空斎と美琴によって平安時代へとタイムスリップされてしまった俳優・野村周平が、一回も女性と夜を共にしたことがない光源氏をあの手この手で成就させて、元の時代へ戻るために奮闘する。
- - 脚本:根本ノンジ　演出:平野眞
  - 出演:城田優（光源氏役）、野村周平（本人役）、木南晴夏（美琴役）、八嶋智人（陰陽師空斎役）、笛木優子（周平のマネージャー役）、恒松祐里（夕顔役）、西堀亮（プロデューサー役）、竹中直人（右大臣役）、西田尚美（六条御息所役）、美保純（源典侍役）、村松利史(典侍の夫役)、丸山智己（立花玄似役）、高岡早紀（藤壺役）、山村隆太（flumpool）[13]、小野賢章（左大臣の声）、工藤優奈（紫の上役）、えぼし麻呂、たかたのゆめちゃん、山田るま

お笑いコーナー
- さんまのお笑い向上委員会 [注 10]

さんまが瓦版屋、向上委員は歴史上の人物や様々な作品上の人物に扮し、「現代人を向上する」ために討論する。途中では『FNSの日』恒例の火薬田ドンからの動画も届けられた。
- - MC:明石家さんま（瓦版屋）
  - 進行:久代萌美（クレオパトラ）
  - 出演:関根勤（マシュー・ペリー）、今田耕司（小野妹子）、太田光（爆笑問題（ピエロ））、雨上がり決死隊（文春砲直撃の侍（宮迫）、大平正芳（蛍原））、堀内健（ネプチューン（ピノキオ））、ずん（日本初のブルペンキャッチャー（飯尾）、篠原信一（やす））、土田晃之（与謝野晶子）、中川家（ライト兄弟）、レイザーラモンRG（レイザーラモン（ジェット・リー））、黒沢かずこ（森三中（武蔵坊弁慶））、椿鬼奴（観阿弥）、加藤歩（ザブングル（金剛力士像））、吉村崇（平成ノブシコブシ（下っ端野侍））、田中卓志（アンガールズ（ミイラ））、岩井ジョニ男（イワイガワ（イヴ・サン＝ローラン））、あかつ（金太郎）、小宮浩信（三四郎（坂上田村麻呂））、斉藤慎二(ジャングルポケット（エルヴィス・プレスリー））、尼神インター（ジャンヌ・ダルク（誠子）、ロッキー・バルボア（渚））、みやぞん（ANZEN漫才（忠犬ハチ公））、ゆりやんレトリィバァ（卑弥呼）、ナダル（コロコロチキチキペッパーズ（一休さん）)、間寛平（アヘ族）、村上ショージ（味噌田八郎）、松尾伴内（モアイ像）、ジミー大西（パンダのような牛）、くっきー（野性爆弾（未来人））、村上信五（現代人）、ビートたけし（火薬田ドン）
- ネタパレ 〜歴史ネタSP〜

『ネタパレ』の歴史バージョン。人気芸人が歴史をテーマにスペシャルなネタを披露。
- - 出演:南原清隆（ウッチャンナンチャン）、陣内智則、増田貴久（NEWS）、千原ジュニア、バカリズム、柳原可奈子、ナイツ、平子祐希（アルコ&ピース）、ANZEN漫才、アキラ100%、フースーヤ、ゆりやんレトリィバァ、山本博（ロバート）[14]、すゑひろがりず、東京ホテイソン

鎌倉
- 免許皆伝

古来より現在まで免許皆伝により受け継がれ続けている“技・術・芸”に芸能人達が本気で挑戦して、決められた期間で技の習得を目指す。
- - 出演:南原清隆（ウッチャンナンチャン）、村上信五、塚田僚一（A.B.C-Z）、加藤涼、ボビー・オロゴン、永島優美、藤岡弘、

室町
- ニッポン道 室町ックJAPAN!

日本の歴史好きな外国人が、たけしや所に対して室町時代の文化や伝統を紹介していく。
- - 出演:ビートたけし、所ジョージ、林修、中川翔子、サヘル・ローズ、村上信五 他

戦国
- 村上信五とスポーツの神様たち

『村上信五とスポーツの神様たち』の歴史バージョン。MCの村上が「もしもアスリートが戦国時代にいたら大活躍できるんじゃない?」をテーマに、一流アスリートが戦国時代の伝説や逸話などを再現できるか挑戦する。
- - 出演:ビートたけし、村上信五、金田正一、釜本邦茂、片山裕介（ナレーション）、立本信吾（実況）他
- めざましテレビ

『めざましテレビ』の歴史バージョン。特別コーナー「ムラ調」が行われ、村上信五が享保の象を中心に渡来動物について調査した。
- - めざましファミリー（三宅正治・永島優美・軽部真一・三上真奈等）、伊野尾慧（Hey! Say! JUMP）、村上信五 他
- 関ジャニ∞クロニクル 27時間SP 戦国武将なのに

『関ジャニ∞クロニクル』の歴史バージョン。人気レギュラー企画「なのにさんを探せ」の戦国時代バージョンで行われた。総合司会を務めた村上を除く6人が3チーム(渋谷・大倉：大阪、横山・丸山：愛知、安田・錦戸：仙台)に分かれ、戦国武将にまつわるギャップを探り、たけしと剛力彩芽が評価するという内容だった。
また最後には、同じくレギュラー企画の「イケメンカメラ目線スポーツ」の特別版として、村上が戦国時代に活躍した村上水軍の末裔であることにちなみ、舟を模したセットでカメラ目線で写真を取るというミニコーナーが登場。しかし、荒波に見立てた水を掛ける役のたけしが暴走し、村上や他のメンバーにホースで水を掛けまくるも、逆にたけしがメンバーの反撃に遭い、スタジオ中が水浸しになった。
- - 出演:関ジャニ∞、ビートたけし、剛力彩芽 、西山喜久恵他
- 戦国ドラマ『僕の金ヶ崎』[15]

バカリズム脚本による会話劇。織田信長、豊臣秀吉、徳川家康、明智光秀の“金ヶ崎の戦い”の裏側をコミカルに描く。
- - 原案:鈴木輝一郎「金ケ崎の四人」（毎日新聞出版）　演出:田中亮
  - 出演:大杉漣（織田信長役）、中尾明慶（羽柴秀吉役）、渡辺いっけい（徳川家康役）、杉本哲太（明智光秀役）、バカリズム（服部半蔵役）、野村周平（教師役）、鈴木福（田中役）

安土桃山
- 学ぶ ヒストリー劇場 大地震と富士山噴火と人々と

豊臣秀吉・徳川綱吉の時代を中心に、当時の地震や富士山噴火による被害や対策、復興から現代に通じる予防策を学ぶ。
- - 出演:堤真一、村上信五、磯田道史、島田彩夏・海老原優香（いずれもフジテレビアナウンサー）
  - 再現ドラマ出演:鶴見辰吾（徳川家康役）、本田博太郎（豊臣秀吉役）、橋本マナミ（茶々役）、丸山智己（伊奈忠順役）、天達武史（時空を超える天気予報士）、神田愛花（時空を超えるフリーアナウンサー）、小倉智昭
  - ナレーション:三宅正治
  - プロダクション協力:松竹撮影所

江戸
- 幕末ドラマ『私たちの薩長同盟』

バカリズム脚本による会話劇。坂本龍馬と西郷隆盛のはっきりしない男たちに代わって、女たちが持ち前の女子トークで整えていく“バカリズム流の薩長同盟”を描く。
- - 演出:林徹
  - 出演:剛力彩芽（楢崎龍役）、桐山照史（ジャニーズWEST、坂本龍馬役）、野村周平（中岡慎太郎役）、川栄李奈（西郷糸子役）、浜野謙太（桂小五郎役）、藤井美菜（幾松役）、佐藤隆太（西郷隆盛役）、國本鍾建、坂口涼太郎、金田彩奈
- あの人の歩き方

幕末の重要人物である勝海舟の足跡をたどりながら、生誕や江戸開城の会談の舞台がどこなのかをピンポイントで捜索する。
このコーナーは2018年1月以降、一部の系列局で再放送がなされている。
- - 出演:林修、爆笑問題、村上信五、筧利夫（勝海舟）、井出卓也（坂本龍馬）、宇梶剛士（西郷隆盛）

明治・大正
- 痛快TV スカッとジャパン にほんのれきしのスカッとする話SP

『痛快TV スカッとジャパン』の歴史バージョン。明治・大正を生きた偉人のエピソードを元に、番組オリジナルのスカッとドラマを送る。
- - MC:内村光良（ウッチャンナンチャン）
  - ゲスト:村上信五、池波志乃、指原莉乃（当時HKT48 / STU48兼任）、陣内智則、中尾彬、ハリセンボン、三田寛子
  - ドラマ出演:木下ほうか（紀州藩のイヤミ奉行役）、戸塚純貴（坂本龍馬役）、大沢健(村岡役）、片瀬那奈（川上貞奴役）、津田寛治（川上音二郎役）、都丸紗也華(清香役)、森下能幸（杉村義衛役）、小林麻耶（おミキ役）、永倉大輔（チンピラ役）、塚本高史（半井桃水役）、北香那（樋口一葉役）、小島梨里杏

昭和
- サザエさん

今回は磯野家の歴史や先祖に関する話を放送。番組総合司会および出演者のゲスト出演はなし。
昭和・平成
- 池上彰が見た たけしと戦後ニッポン（『池上彰緊急スペシャル!』特別編）

たけしと池上が、終戦直後から現代までさまざまな出来事を振り返る。
- - 出演:池上彰、ビートたけし、村上信五、高島彩

グランドフィナーレ
- - 出演:ビートたけし、村上信五 他

フジテレビ新人アナウンサー（2017年度は安宅晃樹、海老原優香、久慈暁子、黒瀬翔生。立会人は牧原俊幸）による提供読みは本編同様に事前収録であるものの、生放送同様に一発録りで行われた。2012年から中断期間を挟みつつ立会人として出演した牧原は翌年の7月いっぱいで定年退職したため、フジテレビアナとして『27時間テレビ』に出演したのはこの年が最後となった（翌年からは佐野瑞樹に交代）。

## 視聴率
番組全体平均視聴率は8.5%（ビデオリサーチ調べ、関東地区・世帯・リアルタイム）。歴代ワースト2位であったが、歴代最低値だった前年の数字を0.8ポイント上回った。
番組瞬間最高視聴率は9日22:02の「ホンマでっか!?TV」パート放送中の18.6%だった。
コーナー別視聴率は以下の通り（ビデオリサーチ調べ、関東地区・世帯・リアルタイム）。
| 視聴率 | 放送時間           | 当該時間帯に概ね放送されたコーナーの名称                                                                 |
| ------ | ------------------ | --- |
| 10.5%  | 9日 18:30 - 19:00  | グランドオープニング〜れきし自慢!大賞                                                                    |
| 11.4%  | 9日 19:00 - 21:00  | れきし自慢!大賞〜日本人ルーツ顔探しの旅 世界で発見! 縄文顔×弥生顔                                        |
| 13.4%  | 9日 21:00 - 23:00  | ホンマでっか!?TV                                                                                         |
| 07.5%  | 9日 23:00 - 翌0:30 | 源氏さん!物語                                                                                            |
| 04.1%  | 10日 0:30 - 5:00   | さんまのお笑い向上委員会〜ネタパレ〜免許皆伝〜ニッポン道 室町ックJAPAN!                                  |
| 04.7%  | 10日 5:00 - 6:00   | ニッポン道 室町ックJAPAN!                                                                                |
| 08.9%  | 10日 6:00 - 10:00  | ニッポン道 室町ックJAPAN!〜村上信五とスポーツの神様たち〜めざましテレビ〜関ジャニ∞クロニクル〜僕の金ヶ崎 |
| 07.9%  | 10日 10:00 - 12:55 | 僕の金ヶ崎〜学ぶ ヒストリー劇場                                                                          |
| 08.2%  | 10日 12:55 - 16:00 | 私たちの薩長同盟〜あの人の歩き方〜れきし自慢!大賞                                                        |
| 08.6%  | 10日 16:00 - 19:00 | れきし自慢!大賞〜痛快TV スカッとジャパン〜サザエさん                                                     |
| 12.8%  | 10日 19:00 - 21:24 | 池上彰が見た たけしと戦後ニッポン〜グランドフィナーレ                                                    |

## スタッフ
[FNSの日 制作実行委員会]
- - 実行委員長：田村敬
  - 副委員長：石原隆
  - 事務局長：髙橋伴文
  - 事務局次長：立本洋之
  - ネットワーク部：中島仁、河野真実、松下緑、佐藤真紀子、亀山哲生
  - 編成：武田誠司、橋口愛、門脇寛至、橋本英司、佐々木渉
  - 広告宣伝室：佐藤未郷、吉田和江
  - 営業推進部：丹羽花奈、鈴木聖未
  - データ放送：岩崎祐也、腰塚悠
- 構成：田中直人、宮丸直子
- リサーチ：喜多あおい、菅將仁、高橋直子
- 協力：集英社『学習まんが日本の歴史』伊澤昭夫
- 作家：安斎友朗、今関ちなつ、今村クニト、海老克哉、梅村真也、遠藤昇輝、大井達朗、オークラ、加藤正人、金森直哉、岸本浩二、岐部昌幸、木村仁、くらなり、コバヤシマナブ、小峯裕之、竹村武司、田中到、福原フトシ、藤谷弥生、松井洋介、宮森かわら、森ハヤシ、山内正之
- ナレーション：勝杏里、鈴木省吾、堀井真吾、松元真一郎、茂木淳一

〈フジテレビ技術〉
- - 技術プロデューサー：長田崇
  - TD：斉藤伸介
  - TD・SW：田熊克二、馬塲義土、高瀬義美、村川正晃、古川毅、岩田一巳、高田治、真野昇太、長瀬正人、宮崎健司、宮本直也、松井光太郎
  - カメラ：小池悟志、三村純一、長尾康平、池田幸弘、遠藤俊洋、上田軌行、涌田尚孝、木下鉄也、宮本亜里、小出豊、藤江雅和、猪俣芳郎、小笠原弘典、金原美穂、川田正幸、木下雄介、高野学、谷+1。、南野保彦、長谷川論
  - 映像：久保島春樹、齋藤雄一、高橋正直、原田昌宏、水野博道、大塚高矢、宮本学、山下悠介、杉本雄亮、横井甲児、北村智宏、富澤貴啓、土井理沙、原啓教、伴場匡、吉川博文
  - 音声：菊地道元、加瀬悦史、河野弘幸、谷保明、浮所哲也、唐渡健夫、神田英幸、石原雄一、奈良岡純一、木村瞬、石井徹、中路豊隆、堀知也
  - 照明：小林敦洋、松田和樹、桑原伸也、北澤正樹、楢橋秀満、本澤啓史、川田敦史、根本進、宗像徹馬、狩俣篤志、藤沢勝、三觜繁、堀田耕二、安藤雄郎、香川一郎、藤本潤一
  - 放送技術：伊東浩文、福田立基、菅野亜紀、河野修大
  - 技術協力：fmt、ニューテレス、共同テレビジョン、田中電設工業、サンフォニックス、明光セレクト、三穂電機、インターナショナルクリエイティブ、イマジカウェスト、エヌ・エス・ティー、権四郎、コスモ・スペース、嵯峨映画、J-WORKS、スウィッシュ・ジャパン、デジタルサーカス、デジデリック、PARK GRAPHICS、ビデオスタッフ、ブイアウト、マルチバックス、バスク、三重県ドローン協会 
    - フジテレビ・オール技術スタッフ

〈フジテレビ美術〉
- - 美術プロデューサー：三竹寛典
  - デザイナー：鈴木賢太、棈木陽次、宮川卓也、邨山直也、武田紗代子、今長和宏、原田哲男
  - 美術進行：林勇、中村秀美、内山高太郎、平山雄大、糀田学、西嶋友里、服部孝志、藤野栄治、福井大、河野剛志、三上貴子、塩谷達郎
  - CG統括・デザイン：木本禎子
  - CG制作：相馬揚介、武井裕介、鈴木鉄平、髙橋康之、秋里直樹、千代祥子、八十嶋典子、坂井めぐみ、平山智則、高崎大輔、竹内美恵、今井美夏、勝又透江、アダチマサヒコ、板倉圭太、小林一博、小室泰樹、佐竹淳、三浦康子、The KingMaker、PARK GRAPHICS、ぴーたん
  - 美術協力：東宝舞台、チトセアート、ナカムラ総美、ヤマモリ、テレフィット、テルミック、輿進電化、エスケイシステム、野沢園、京花園、東京特殊効果、千葉洋行、ファイバーワーク、山田かつら、京阪商会、東京衣裳、松竹衣裳、サンフォニックス、マエヤマ、フジハル商事、Vita、フジアール、インテリアマサル、新映美術工芸、高津商会、八木かつら、ホロホロカンパニー、キャッスル・ティンタジェル 
    - フジテレビ・オール美術スタッフ
- 編集：横山勇介、粟嶋隆昌、猪狩賢一、一ノ瀬勝、小川琢磨、加藤慧、木村雅史、栗原愛、須永弘志、立木規之、西井一浩、西山貴文、橋上憲二、坂朋典、深沢佳文、星野裕也、三木秀人、山本正明、吉川豪、吉田裕樹、渡邊実
- MA：阿部雄太、足達健太郎、伊藤一馬、奥田幸裕、河野翔平、小林由愛子、高橋郁美、高橋誠一郎、谷弘明、土屋由香、蜂谷博、眞坂聡美、水野学、森川享祐、柳原茉季、山岸慎一郎、吉田肇、渡邊優久
- 編集協力：IMAGICA、共同テレビジョン、スタジオWELT、ヌーベルアージュ、WIND UP
- 音響効果：田中寿一、上野大、奥山力、大久保吉久、北澤寛之、木村実玖子、窪村友絵、小堀一、近藤隆史、鈴木勉、高橋秀治、千本洋、出口展絵、星裕介、松長芳樹、若林雄二、渡辺徹
- 写真・資料提供：国立科学博物館、国立国会図書館、国立歴史民俗博物館、高野山持明院所蔵〔お市の方〕、最上義光歴史館〔長谷堂合戦図屏風（複製）〕、ギメ東洋美術館、彦根城博物館所蔵提供：彦根城博物館
- 映像協力：読売新聞社、毎日映画社、ViViA
- 撮影協力：国立科学博物館
- 歴史考査協力：昭和女子大学、加曽利貝塚博物館
- 取材協力：小岩正樹（早稲田大学）、日本顔学会、吉田元、リチャード・エマート
- 調査：高村敬一、高森雄幸、西川のり子、アンサンヒーロー、スコープ、Northern lights、フォーミュレーション、フリード
- 制作協力：アリソデナサソ、イースト・エンタテインメント、ガスコイン・カンパニー、共同テレビジョン、スタッフラビ、SPIN GLASS、SHO-GUN、D:COMPLEX、テレコムスタッフ、BERMUDA、ローリング
- 協力：オフィス北野、ジャニーズ事務所/ワタナベエンターテインメント、マセキ芸能社、よしもとクリエイティブ・エージェンシー、ティヴィクラブ、タイタン、ホリ・エージェンシー、シス・カンパニー、ナチュラルエイト、アミューズ、オスカープロモーション、zacco
- サザエさん：森田浩光、渡辺恒也、田中洋一

〈にほんのれきしアニメーション〉
- フジテレビプロデューサー：狩野雄太、橋爪駿輝
  - 協力：佐藤友彦、玄田英典（東京工業大学地球生命研究所）

『こちら葛飾区亀有公園前派出所』
- - 原作：秋本治、アトリエびーだま（集英社「週刊少年ジャンプ」）
  - 監督・絵コンテ・演出：しぎのあきら
  - 作画監督：ときながよしゆき
  - 美術監督：柴田聡
  - プロデューサー：黒瀬香保理
  - アニメーションプロデューサー：田中日出男
  - アニメーション制作：ぎゃろっぷ

『ちびまる子ちゃん』
- - 原作：さくらももこ（集英社「りぼんマスコットコミックス」刊）」
  - ディレクター：知吹愛弓、野田泰宏
  - プロデューサー：田中伸明
  - 脚本：熊谷那美
  - 作画監督：五味裕子
  - 制作進行：新谷有里恵
  - アニメーション制作：日本アニメーション
  - 監修：さくらプロダクション 多田弘子

『ドラゴンボール超』
- - 原作：鳥山明（集英社「ジャンプコミックス」刊）」
  - ディレクター：難波涼
  - プロデューサー：高見暁
  - 作画監督：井手武生
  - 製作担当：末竹憲
  - 製作進行：犬塚翔

『ワンピース』
- - 原作：尾田栄一郎（集英社「週刊少年ジャンプ」連載）
  - ディレクター：鈴木裕介
  - プロデューサー：小山弘起
  - 作画監督：井上栄作
  - 製作担当：吉田智哉
  - 製作進行：星郁也

〈にほんのれきしドラマ〉
- - 音楽：阪井一生（flumpool）
  - 美術協力：アーバンリサーチ、ナイキ、DHOLIC、LODISPOTTO、G-SHOCK、GRANDEUR、L.E.D.BITES TOKYO、SKAGEN、MARUZEKI、Kate spade、H&D、VENdoME Aoyama、FOSSIL、UN BILLION、gewelha Rose、IKETEI
  - 撮影協力：えさし藤原の郷、奥州市ロケ推進室、佐野フィルムコミッション、旧堀田邸、栃木県フィルムコミッション、常総市フィルムコミッション、水海道風土博物館坂野家住宅、旧吉田家住宅歴史公園、御殿場市フィルムコミッション、二岡神社、高崎フィルム・コミッション、妙義神社、株式会社レントシーバー、WCAFE
  - 協力：ファン、ケン・スタントクリエーション、SPOT、CASTY、テアトルアカデミー、セントラル、クラージュキッズ、奥州市エキストラ会のみなさん
  - 技術プロデューサー：友部節子
  - 演出補：保坂昭一
  - 制作担当：竹井政章
  - 記録：舘野弘子、荒澤志津子
  - 協力プロデュース：住田崇
  - ラインプロデュース：竹田浩子
- 『源氏さん!物語』
  - 劇中使用歌詞：『会いたくて 会いたくて』西野カナ（SME Records）、『クリスマスソング』back number（ユニバーサルシグマ）
  - 演出：平野眞
- 『僕の金ヶ崎』
  - 原案：鈴木輝一郎『金ケ崎の四人』
  - マンガ原作協力：湯浅信人、TBG
  - イラスト協力：松浦健人
  - ジオラマ協力：お城のジオラマ 鍬匠甲冑屋
  - 特殊造形：横内浩樹、猿渡孝太郎
  - 画像協力：徳川美術館所蔵、©️徳川美術館イメージアーカイブ・DNPartcom、高野山持明院、Photo：Kobe city Museum/DNPartcom、国立歴史民俗博物館
  - 演出：田中亮
- 『私たちの薩長同盟』
  - 「禁門の変」CG制作：成瀬京司（西東社刊『ビジュアルワイド図解 日本の合戦』より）
  - 演出：林徹
- 『学ぶ ヒストリー劇場 大地震と富士山噴火と人々と』
  - 助監督：前原康貴
  - 製作担当：小西剛司
  - ラインプロデューサー：砥川元宏
  - 協力：千曲市教育委員会、成瀬京司、シバ総合美術工房
  - 撮影協力：松竹撮影所
- 『あの人の歩き方』
  - 方言指導：二宮弘子、早水真理、堀川誉
  - 協力：株式会社フジミック、一般社団法人地歴考査技術協会、我孫子市 旧井上家住宅、すみだフィルムコミッション、勝海舟の会
- タイムキーパー：江野澤郁子、梅澤和世、楮本眞澄、後藤広子、色摩涼、鈴木裕恵、平野美紀子、星美香、本田悦子、槇加奈子、松下絵里、水越理恵
- デスク：馬場瞳、小島綾子、伊藤あゆみ、黒木智子、小林琴美、関下由美子、弦牧和子、永島聖子、吉川麻紀子
- フジテレビディレクター：三宅恵介・姉崎正広、荒井勇輔、池ヶ谷実希、池田哲也、石川隼、石塚幸一、板垣忠彦、市野龍一、糸川慶樹、井上真吾、植木一実、上野潤也、上原伸、大橋圭史、岡亨、岡田純一、岡宗秀吾、荻谷俊介、小野田治矢、嘉元規人、神田洋昭、木月洋介、久野和洋、久保田集、桑島岳大、小玉悟、斉田泰伸、斉藤直史、佐久間務、佐藤大輔、菅井祐介、杉原裕一、鈴木剛、鈴木善貴、関燿、高森大資、武山聡志、多田美保、谷口欽也、谷村政樹、玉野鼓太郎、近澤駿、角山僚祐、当麻晋三、登内翼斗、長江俊和、中澤智有、西田賢、萩原翔、萬匠祐基、福山晋司、堀脇慎志郎、正畠豪人、松崎光洋、丸林徳昭、三好良太、山田賢太郎、山本慶太、袰川斉、吉川修、渡辺琢、和田英智
- フジテレビプロデューサー：濱野貴敏・明石玲奈、朝妻一、阿見たか子、池田睦也、稲葉友紀子、瓜生夏美、大江菊臣、緒方夏子、岡村恭子、加納慎介、壁谷悌之、神尾昌宏、神﨑素子、桐谷太一、児玉芳郎、小松純也、佐久間茂、桜井堅一朗、塩谷絹恵、島本講太、鈴木康祝、高瀬敦也、田岸宏一、武田幹治、鳥居麗子、中島由布子、羽立甲治、濱潤、林田直子、速水大介、原島雅之、福田昌彦、藤本大介、堀川香奈、松本祐紀、箕臼高志、宮崎鉄平、茂呂あゆみ、柳川由起子、山田治宗、吉田昇、渡邊貴 
  - フジテレビ第二制作室 オールスタッフ
- 本部AD：須貝暢夫、芝俊明、飯沼慶次郎、藤原麻衣、菅谷美香、間島陸、伊藤恭平、渋谷朋、小林海斗、城山海周
- 本部AP：河合ちはる、八木未果子、貞本有紀
- 本部ディレクター：矢﨑裕明、藤田賢城、永田修一、高橋寛之、林千恵子、大馬渡伸、牛窪真二、青木孝之、峠奈緒、米田唯一、飛田竜平、宮川直樹
- 本部プロデューサー：金佐智絵、千葉洋美、菊岡郁枝、松本明美、青木広美、竹内承
- 番組テーマソング：関ジャニ∞「今」（INFINITY RECORDS）
- 主題歌：エレファントカシマシ「RESTART」[19]
- 歴史考証：大石学
- 歴史考証助手：堀内亨、内田利沙、望月野花、宗重博之
- 歴史アドバイザー：野島博之
- 制作統括：金田耕司
- 制作：坪田譲治、佐々木将、鈴木雅之、牧野正、大野貢、岡康治
- プロデューサー：五十嵐剛、蜜谷浩弥、塩田千尋、長部聡介、金城綾香、上野貴央
- 総合演出：竹内誠[20]
- チーフプロデューサー：中嶋優一
- 制作著作：フジテレビ、フジネットワーク27社

## 事前番組
- 今週末はFNS27時間テレビ にほんのれきし
  - 2017年9月6日[21]、9月7日、9月8日、各0:25-0:35
  - 2017年9月9日0:55-1:05[22]
- クジパン
  - 2017年9月7日[23]、9月8日[24]、各1:35 - 1:40。バカリズム出演回
- 今夜はFNS27時間テレビ にほんのれきし
  - 2017年9月9日14:00 - 15:00（JST。『土チャレ』枠）。一部ネット局は自主編成との兼ね合いから、先行あるいは遅れ放送。[25]